# إيسيدرو سالا
إيسيدرو سالا (بالإسبانية: Isidro Sala) هو لاعب كرة قدم إسباني في مركز الدفاع، ولد في 1940 في فيلامايا في إسبانيا. لعب مع نادي جيرونا.

## وصلات خارجية
- إيسيدرو سالا على موقع أوليمبيديا (الإنجليزية)